# 江津北站
江津北站是位于中华人民共和国重庆市江津区双福街道的一座渝昆高速铁路车站，隶属中国铁路成都局集团有限公司。站台设置为2台4线，于2024年9月29日正式启用，是江津区首座高铁车站。

## 车站概况
江津北站位于重庆市江津区圣泉街道南北大道南段与渝昆高铁线路的相交处，在江津区北侧约6公里的滨江新城重庆工程职业技术学院东北侧。该站北面临近渝泸高速江津互通，西南侧与其换乘车站重庆市郊铁路江跳线江津高铁站毗邻，是渝昆高铁江津北站综合交通枢纽的一部分。
该站由中铁建工集团有限公司承建，规划站房最高聚集人数为1500人，总建筑面积7993平方米，车站两台4线（含正线2条），设450m×8.0m×1.25m旅客侧式站台2座，跨线设备1座。站房长136.8米，进深40.0米，站房主体地上一层，局部二层，檐口高度22米，进出站流线为下进下出。车站主体大部分在高架桥上，车站为平坡直线站，站房按线侧下式布置。

## 历史
2020年12月，渝昆高铁重庆至宜宾段开工建设。2021年1月9日上午，渝昆高铁重庆沙坪坝至江津段正式动工建设。
2023年9月20日，随着渝昆高铁重庆至宜宾段4座新建设车站（江津北、永川南、泸州东、南溪）的站房主体结构相继顺利封顶，渝昆高铁川渝段站房项目主体结构全部完成。2024年8月，渝昆高铁江津北站综合交通枢纽项目室内安装及装修工作全部完成。9月26日，江津北站内装饰完成，标志着渝昆高铁重庆至宜宾段4座新建设车站全部完工。9月29日，渝昆高铁重庆至宜宾段正式通车运营，江津北站迎来首批乘客。该站先期开通列车9趟次，可达成都东、天府机场、贵阳北、宜宾、泸州等地，可实现两个半小时到达成都东，一小时到达宜宾，30分钟到达泸州，12分钟到达重庆中心城区。